# Wedgewood
Wedgewood é uma Região censo-designada localizada no estado norte-americano de Carolina do Sul, no Condado de Sumter.

## Demografia
Segundo o censo norte-americano de 2000, a sua população era de 1544 habitantes.

## Geografia
De acordo com o United States Census Bureau tem uma área de
22,1 km², dos quais 21,8 km² cobertos por terra e 0,3 km² cobertos por água.

## Localidades na vizinhança
O diagrama seguinte representa as localidades num raio de 12 km ao redor de Wedgewood.